# Дрегічешть (Прахова)
Дрегічешть, Дрегічешті (рум. Drăghicești) — село у повіті Прахова в Румунії. Входить до складу комуни Космінеле.
Село розташоване на відстані 82 км на північ від Бухареста, 26 км на північ від Плоєшті, 59 км на південний схід від Брашова.

## Населення
За даними перепису населення 2002 року у селі проживали 8 осіб, усі — румуни. Усі жителі села рідною мовою назвали румунську.